# AVG Technologies
AVG Technologies byla česká společnost se sídlem v Brně, která vyvíjela a vydávala bezplatný i komerční bezpečnostní software pro koncové uživatele i firmy. Společnost založili v roce 1991 Jan Gritzbach a Tomáš Hofer. Od roku 2016 je dceřinou společností Avast Software, pod níž značka AVG funguje i nadále. V jednotlivých pobočkách po celém světě, v USA, Izraeli, Brazílii, Česku, Nizozemsku, Velké Británii a Německu zaměstnává přes 1000 osob. Vybudovala také globální síť odborníků, kteří zkoumají webové hrozby. Její součástí je 202 miliónů uživatelů produktů AVG, kteří zasílají data ze svých systémů do centrální výzkumné sítě.
Společnost AVG Technologies asi nejvíce proslula díky svému bezplatnému produktu AVG Anti-Virus Free Edition. Investovala velké prostředky do vybudování webových komunit, ve kterých si uživatelé mohou vzájemně pomáhat v otázkách počítačové bezpečnosti. AVG také spolupracuje s dalšími technologickými společnostmi včetně společnosti Verisign, Virgin, WatchGuard a LimeWire, aby poskytla zdroje zabezpečení i jejich zákazníkům.
Produkty AVG jsou dostupné ve 22 jazycích. Komerční produkty AVG jsou distribuovány pomocí místních, národních a mezinárodních prodejců ve více než 100 zemích světa a také prostřednictvím některých online obchodů.

## Historie
Společnost AVG Technologies byla založena v roce 1991 pod jménem Grisoft a začínala prodejem IT vybavení, softwaru třetích stran a produktu AVG Anti-Virus (AVG je zkratka pro Anti-Virus Guard). V roce 1994 se společnost oprostila od všech vedlejších aktivit, aby se mohla soustředit výhradně na vývoj antivirových produktů. V roce 2000 vydala svůj první bezplatný produkt. Již mnoho let je produkt AVG Anti-Virus Free Edition nejstahovanějším antivirovým softwarem na serveru CNET.com.
V roce 2004 zahrnula společnost AVG Technologies do okruhu zájmu kromě koncových zákazníků také malé podniky a do svých produktů začlenila osobní firewall. V roce 2006 vynaložila prostředky na získání několika menších společností. První z nich byla německá společnost Ewido vyvíjející antispyware produkty. V roce 2007 získala společnost Exploit Prevention Labs a její technologii s projednávaným patentem LinkScanner®. Tato technologie umožňuje bezpečné procházení a vyhledávání na webu tím, že detekuje webové hrozby v reálném čase. LinkScanner byl začleněn do komerčních produktů v únoru 2008 a do bezplatných produktů v březnu 2009 a je dostupný také jako samostatný bezplatný produkt.
V roce 2008 získala společnost svou distribuční síť pro Velkou Británii a Irsko, dnes začleněnou jako AVG UK Ltd, a formálně tak změnila své jméno z Grisoft na AVG Technologies. V lednu 2009 AVG Technologies získala vývojovou firmu Sana Security ze Silicon Valley s cílem poskytnout zákazníkům dodatečnou vrstvu obrany proti novým a neznámým útokům malware proti jednotlivým uživatelským systémům a sítím. Tato technologie je začleněna do některých komerčních produktů AVG verze 9 a na některých trzích je dostupná také jako samostatný produkt pod názvem AVG Identity Protection nebo AVG Gaming Protection. Na vybraných trzích společnost odstartovala omezené poskytování nabídek bezplatných produktů malým podnikům.
V roce 2015 byl zastaven podíl společnosti ve prospěch HSBC BANK USA, NATIONAL ASSOCIATION, se sídlem v New York, na základě smlouvy o zřízení zástavního práva k podílu uzavřené dne 28. 1. 2015 k zajištění existujících a budoucích dluhů do výše USD 340 000 000 vzniklých do 28. 1. 2025. A v roce 2016  přestala společnost AVG Technologies poskytovat po 25 letech platícím uživatelům antivirů AVG technickou podporu prostřednictvím elektronické komunikace (odpovídat na e-maily), pouze v anglickém jazyce a přešla na podporu telefonickou v pracovních dnech mezi 8 a 16 hodinou AVG Telefonická podpora,, pro kterou je platícím uživatelům vygenerován kód, pod kterým se mají hlásit s technickými problémy na telefonním čísle +420 538 890 037.
Společnost AVAST Software v roce 2016 oznámila odkoupení firmy AVG.

## AVG a sociální sítě
Sociální sítě jsou přirozeným rozšířením AVG prostřednictvím komunit uživatelů bezplatných produktů. Společnost tak vytváří komunity, které podporují informační tok mezi uživateli, techniky, žurnalisty, investory a ostatními akcionáři.
Na portálu Facebook AVG spravuje stránku komunity AVG Free, stejně tak jako podporuje snahu fanoušků zakládat vlastní stránky.
Na portálu Twitter poskytuje společnost novinky v reálném čase. Společnost AVG Technologies také založila kanál na portálu YouTube, kam umisťuje instruktážní videa.

## Technologie
Současná produktová řada AVG (verze 9) kombinuje špičkové bezpečnostní technologie (analýza chování, model Cloud, seznamy povolených aplikací), které optimalizují ochranu před dynamickými hrozbami. Tyto technologie jsou společně využívány v rámci spolupráce Rezidentního štítu, firewallu a Identity Protection (IDP). Moduly si navzájem poskytují informace o malware, tím zvyšují schopnost softwaru odhalit a odstranit hrozby, které pomocí řešení využívajícího kontroly databáze virových definic odhalit nelze.
Ve verzi AVG 9 byl zcela přepracován firewall, aby bylo možné využít seznamů povolených aplikací, které v pozadí komunikují s technologií analýzy chování Identity Protection. Tento přístup je obzvláště efektivní v případě phishingových útoků, u kterých je k zachycení signálů indikujících přítomnost nové hrozby využíváno automatizovaného testování pomocí modelu Cloud.
Každá technologie využívá své vlastní principy pro detekci potenciálních hrozeb, které se pak vzájemně kombinují a zdokonalují tak celkovou detekci. Popis některých spoluprací a jejich výhody:

### Firewall a IDP
Pokaždé, když firewall odhalí pokus o připojení, dojde ke spojení s IDP. Pokud IDP rozhodne, že daný proces je důvěryhodný, bude tato informace předána firewallu bez nutnosti zobrazení pop-up okna s dotazem na uživatele. Pokud IDP zjistí, že se jedná o škodlivý proces, bude firewallu automaticky odeslán pokyn k blokování veškeré komunikace. Snižuje se tak šance, že před přesunutím hrozby do karantény dojde k úniku informací z počítače. Tento postup funguje i opačně, kdy komunikace ze strany IDP usnadňuje analýzu chování.

### Rezidentní štít a IDP
Pokud Rezidentní štít během instalace odhalí škodlivý soubor, je informace o něm předána IDP. IDP pomocí této informace provede kontrolu a případně odstraní další související součásti obsahující škodlivý kód, který Rezidentní štít neodhalil. V zásadě je spojitost se známým malware použita jako znak chování, obdobně jako při konceptu viny z důvodu spoluúčasti.

### Kontrolní server využívající model Cloud a seznamy povolených aplikací (White listy)
Základní myšlenka je taková, že provede-li proces činnost, kterou lze považovat za podezřelou, ale k prokázání malware není dostatek důkazů, dojde k jeho porovnání se službou Cloud. Ta zpětně potvrdí, zda jde o důvěryhodný, škodlivý nebo neznámý proces. V případě důvěryhodného a škodlivého procesu jsou provedeny odpovídající kroky. Pokud jde o proces neznámý, je mu umožněno provádět stávající činnost do doby, kdy je odhaleno dostatečné množství podezřelé aktivity ke spuštění detekce. Tato informace je poté odeslána do kontrolní služby, a pokud bude v počítačích ostatních zákazníků prováděna kontrola stejného procesu, budou okamžitě upozorněni. Informace o důvěryhodnosti je přidána do interní konfigurace a ta je následně v podobě (průběžně dodávané) aktualizace konfigurace zprostředkována všem agentům.
Celá řada technologií je součástí produktů AVG Internet Security pro koncové zákazníky i podniková řešení. Ostatní produkty začleňují jednotlivé technologie s ohledem na jejich individuální zaměření.

## Vydané verze
| verze | rok vydání | komentář k novinkám ve verzi                                                 |
| ----- | ---------- | ---------------------------------------------------------------------------- |
| 1.5   | 1991       |                                                                              |
| 2.0   | 1992       | První profesionální krabice                                                  |
| 3     | 1993       | Nové logo AVG                                                                |
| 3.3   | 1994       |                                                                              |
| 4     | 1995       | Real-time emulátor, logo batmana                                             |
| 5     | 1998       | První verze pro Windows                                                      |
| 6     | 1999       | První 32bitová verze pro Windows, nové logo AVG                              |
| 7     | 2001       | Zcela nová koncepce UI. Free verze.                                          |
| 7.5   | 2003       | Poslední verze, používající pro komunikaci COM.                              |
| 8     | 2005       | Kompletně nové UI, střední vrstva i skenovací jádro.                         |
| 8.5   | 2006       | Dva skenovací enginy - antivirový a antimalwarový od společnosti ewido       |
| 9     | 2008       | Online scanner XPL labs, zcela nový Firewall                                 |
| 2011  | 2010       | Behaviorální scanner (IDP) od společnosti Sana                               |
| 2012  | 2011       | Vlastní implementace IDP                                                     |
| 13    | 2012       | Kompletně přepracovaná struktura střední a UI vrstvy                         |
| 14    | 2013       | Částečně 64bitová verze (pouze důležité a nutné komponenty)                  |
| 15    | 2014       | Aplikace AVG Zen, nový způsob licencování formou předplatného                |
| 16    | 2015       | Kompletní podpora pro Windows 10 včetně performance požadavků Microsoftu     |
| AVG   | 2016       | Kompletně 64bitová verze                                                     |
| AVAST | 2017       | Zcela nové jádro i uživatelské rozhraní - výsledek fúze se společností Avast |

## Certifikáty
Společnost AVG Technologies pravidelně poskytuje své produkty k provedení testů organizacím jako ICSA Labs, Virus Bulletin, West Coast Labs a AV-Comparatives.
Laboratoř West Coast Labs udělila produktu AVG Internet Security jako prvnímu na světě certifikát Checkmark Anti-Malware Dynamic.

## Recenze
Vždy, když společnost AVG Technologies vydává nový produkt pro domácnosti nebo podniky, jsou tyto produkty podrobeny recenzi vydavatelů technologických publikací. Bezplatné i komerční produkty AVG jsou často zařazeny do srovnávacích testů.

## Ocenění
Aktuální seznam ocenění, které společnost AVG Technologies a její produkty získali, lze nalézt na webu společnosti.